# Peter O’Donnell
Peter O’Donnell (* 11. April 1920 in Lewisham, London; † 3. Mai 2010 in Brighton) war ein englischer Schriftsteller und Schöpfer der Kultfigur Modesty Blaise. Daneben schrieb er unter dem Pseudonym Madeleine Brent sehr erfolgreiche historische Romane für ein überwiegend weibliches Publikum.

## Leben
Schon als Schüler begeisterte sich Peter O’Donnell für das Schreiben. Im Alter von sechzehn Jahren verkaufte er seine erste Erzählung für 4 Shilling 10 Pence, ein Vielfaches seines Taschengeldes.
Während des Zweiten Weltkriegs war er als Funker im damaligen Persien stationiert. Hier machte er 1942 Bekanntschaft mit einem kleinen Flüchtlingsmädchen, das ihm Jahre später als Vorlage für Modesty Blaise diente. Zurück in England, etablierte er sich nach dem Krieg als Autor. Er veröffentlichte ein Theaterstück, schrieb für Zeitungen und Zeitschriften und entwarf Szenarios für mehrere Comicstrips.
Im Jahr 1963 erschien im Evening Standard der erste Comicstrip mit Modesty Blaise, einer ebenso schönen wie gefährlichen Geheimagentin. Der Strip wurde bis 2001 ohne Unterbrechung gedruckt, zeitweise in bis zu 42 Ländern rund um den Erdball.
Während der Arbeit an einem Modesty Blaise-Film mit Monica Vitti unter der Regie von Joseph Losey entstand die Idee zu einem Buch und 1965 kam der erste Modesty-Blaise-Roman heraus. Ihm folgten zehn weitere Romane und zwei Bände mit Kurzkrimis um Modesty Blaise. Die Bücher erreichten in kurzer Zeit eine Auflage in Millionenhöhe und wurden in sechzehn Sprachen übersetzt.
Zuletzt lebte er mit seiner Frau in Brighton.

## Werk

### Modesty-Blaise-Reihe
- 1965 Die tödliche Lady (Modesty Blaise)
- 1966 Die Lady bittet ins Jenseits (Sabre-Tooth)
- 1967 Die Lady reitet der Teufel (I, Lucifer)
- 1969 Ein Gorilla für die Lady (A Taste for Death)
- 1971 Die Goldfalle (The Impossible Virgin)
- 1972 Die Lady macht Geschichten (Pieces of Modesty)
- 1973 Die silberne Lady (The Silver Mistress)
- 1976 Heiße Nächte für die Lady (Last Day in Limbo)
- 1978 Die Lady fliegt auf Drachen (Dragon’s Claw)
- 1981 Die Lady will es anders (The Xanadu-Talisman)
- 1982 Die Lady spannt den Bogen (The Night of Morning Star)
- 1985 Die Lady lässt es blitzen (Dead Man’s Handle)
- 1996 Cobra Trap (Stories)

Einige Bände wurden 2005 nach überarbeiteter Übersetzung neu aufgelegt.

### Die Madeleine-Brent-Romane
O’Donnell ließ sich 1969 von einem Verleger überreden, probehalber Mystery-Thriller für ein weibliches Publikum zu schreiben, und wurde dann von dem Erfolg überrascht. Seinem Pseudonym gab er bewusst die Initialen von Modesty Blaise.
Die Romane, die größtenteils im späten 19. Jahrhundert spielen, folgen immer einem ähnlichen Muster. Die Heldin wächst unter harten Bedingungen in exotischer Umgebung auf (Tibet, Afghanistan, australisches Outback, aber auch Zirkus oder Bordell) und entdeckt ein Familiengeheimnis, dessen Wurzeln nach England führen. Die Lösung dieses dunklen Geheimnisses geht mit vielen Gefahren, aber auch der großen Liebe einher, und bringt die Heldin am Schluss immer noch einmal in eine Situation, in der alles von den in ihrer Jugend erworbenen ungewöhnlichen Fähigkeiten abhängt.
- 1971 Cadi, Tregarons Tochter; auch: Die Tochter des Fischers (Tregaron’s Daughter)
- 1973 Wohin der Wind die Blüten trägt (Moonraker’s Bride)
- 1975 Wilde Blume Glück (Kirkby’s Changeling, Stranger at Wildings)
- 1977 Wenn im Tal der Mondbaum blüht (Merlin’s Keep)
- 1979 Die Tochter des Magiers (The Capricorn Stone)
- 1981 Das Mädchen von Jacaranda (The Long Masquerade)
- 1983 Hoffnung im Tal der Tränen (A Heritage of Shadows)
- 1984 Die Lady vom Hindukusch (Stormswift)
- 1986 Wildes Herz Mitji (Golden Urchin)

### Filmografie
Drehbuch
- 1967: Jung, blond und tödlich (The Vengeance of She)

Literarische Vorlage
- 1965: Modesty Blaise – Die tödliche Lady (Modesty Blaise)
- 1982: Modesty Blaise

## Rezensionen
Claus Kerkhoff / Magazin X-Zine / Frankfurt / 7. Juli 2005:
„Peter O’Donnell ist ein Meister des Schreibhandwerks. Er verfügt über eine knappe, scheinbar einfache Schreibe. O’Donnell zeichnet plastische, bemerkenswerte Charaktere, und auch Nebenfiguren erscheinen als eigenständige Persönlichkeiten. Er besitzt einen genauen Blick für imposante Schauplätze und absurd-komische Situationen. Action, Tempo und Spannung wechseln mit Momenten der Ruhe und Besinnlichkeit ab. O’Donnell erzeugt eine knisternde, atemlose Spannung, und meisterhaft gelingt es ihm, den Leser in seinen Bann zu ziehen – bis hin zu einem furiosen Finale.“
Andrea Fischer / Deutschlandradio Kultur / 15. August 2005
„Die Romane von O’Donnell sind zeitlos gut – sie hatten einfach eine Wiedergeburt verdient. Die Neuauflage hat enthusiastische Reaktionen hervorgerufen, auf der Krimi-Bestenliste kam sie sofort auf die vorderen Plätze und in vielen Zeitungen jubelten alte Fans, dass sie ihrer Modesty jetzt wieder begegnen dürfen.“